# Gabriella Lantos-Romacz
Gabriella Lantos-Romacz-Debnár (Budapest, 24 settembre 1970) è una schermitrice ungherese, vincitrice di una medaglia di bronzo ai campionati mondiali di scherma.

## Palmarès
In carriera ha conseguito i seguenti risultati:
- Mondiali di scherma

Atene 1994: bronzo nel fioretto a squadre.
- Europei di scherma

Limoges 1996: argento nel fioretto individuale.
Bolzano 1999: bronzo nel fioretto a squadre.
Coblenza 2001: argento nel fioretto a squadre.